# Hoek van Holland Haven vasútállomás
Hoek van Holland Haven vasútállomás vasútállomás Hollandiában, Rotterdam városában.

## Vasútvonalak
Az állomást az alábbi vasútvonalak érintik:
- Schiedam–HoekvanHolland-vasútvonal

## Kapcsolódó állomások
A vasútállomáshoz az alábbi állomások vannak a legközelebb:
- Steendijkpolder (2019. szeptember 30. – , Nesselande, délkelet, Ligne B)
- Hoek van Holland Strand metro station (Hoek van Holland Strand metro station, Ligne B)